# Jokha Alharthi
Jokha Alharthi ( em árabe: جوخة الحارثي   ) também escrito como al-Harthi, é uma escritora e acadêmica omã, conhecida por ganhar o Man Booker International Prize em 2019 por seu romance Sayyidat al-Qamar (árabe: سيدات القمر), publicado em português sob o título Corpos Celestes . Ela escreveu quatro romances em árabe, dois dos quais foram traduzidos para o inglês.

## Biografia
Nascido em 1978, Alharthi foi educada em Omã e no Reino Unido. Ela obteve seu doutorado em literatura árabe clássica pela Universidade de Edimburgo, graduando-se em 2011. Em 2010, Alharthi recebeu uma oferta de professor de literatura árabe clássica na Sultan Qaboos University em Muscat, Omã. Desde 2021, ela é professora associada . Alharti tem três filhos.
Alharthi publicou três coleções de contos, três livros infantis e quatro romances ( Manamat, Sayyidat al-Qamar, Narinjah e Harir al-Ghazala ). Ela também é autora de trabalhos acadêmicos. Seu trabalho foi traduzido para o inglês, sérvio, coreano, italiano e alemão e publicado na revista Banipal . Alharthi ganhou o Prêmio Sultan Qaboos de Cultura, Artes e Literatura por seu romance Narinjah ( Laranja Amarga ) em 2016.
Sayyidat al-Qamar foi selecionado para o Prêmio Zayed em 2011. Uma tradução em inglês de Marilyn Booth foi publicada no Reino Unido pela Sandstone Press em junho de 2018 sob o título Celestial Bodies, e ganhou o Man Booker International Prize em 2019. Sayyidat el-Qamar foi a primeira obra de um escritor de língua árabe a receber o Prêmio Internacional Man Booker, e o primeiro romance de uma mulher de Omã a aparecer em tradução para o inglês. Os juízes anunciaram o livro como "uma visão ricamente imaginada, envolvente e poética de uma sociedade em transição e de vidas anteriormente obscurecidas". A partir de 2020, os direitos de tradução de Sayyidat el-Qamar foram vendidos em azeri, português do Brasil, búlgaro, catalão, chinês, croata, inglês, francês, grego, húngaro, italiano, malaiala, norueguês, persa, português, romeno, russo, cingalês, esloveno, sueco e turco.
O romance Narinjah de Alharthi, que Marilyn Booth também traduziu para o inglês sob o título Bitter Orange Tree, foi recebido com menos aclamação do que Sayyidat al-Qamar . No The Guardian, Maya Jaggi escreveu uma resenha crítica, comentando: "Ajudado pelo toque hábil de Booth, algumas partes afirmam o talento do autor para mudanças líricas entre passado e presente, memória e folclore, surrealismo onírico e realismo sombrio. No entanto, falhas estruturais e um alcance global excessivamente ambicioso contribuem para uma leitura irregular." No Washington Post, Ron Charles chamou o livro de um "romance primorosamente sensível", que "gira sem parar".